# جون جان ساکورایی
جون جان ساکورایی(۱۹۳۳–۱۹۸۲) فیزیکدان آمریکایی-ژاپنی بود. او پس از آنکه از دانشگاه کرنل فارغ‌التحصیل شد به صورت مستقل، تئوری V-A اندرکنش‌های ضعیف را کشف کرد.
او نویسندهٔ کتاب‌هایی چون «مکانیک کوانتمی مدرن»(۱۹۸۵-پس از مرگ)، «اصول تغییرناپذیری و ذرات بنیادی» (۱۹۶۴) و «مکانیک کوانتمی پیشرفته» (۱۹۶۷) است. کتاب «مکانیک کوانتمی مدرن» او متن درسی مکانیک کوانتمی تحصیلات تکمیلی است. البته خود او پیش از پایان یافتن نوشتن کتاب مرد و جان اس بل و سان فوتوان به همراه همسر او از روی یادداشت‌های به جا مانده، این کتاب را تألیف کردند.
جمله معروف از او «کسی که کتابی را بخواند ولی نتواند تمرین‌های آن را حل کند، هیچ‌چیزی یادنگرفته»

## زندگی و کار
جی جی ساکورایی در سال ۱۹۳۳ در توکیو به دنیا آمد و هنگامی که دانش‌آموز دبیرستانی بود به آمریکا مهاجرت کرد. او در دانشگاه هاروارد و کرنل تحصیل کرد. پس از دریافت مدرک دکترایش از دانشگاه کرنل در سال ۱۹۵۸، به عنوان هیئت علمی به دانشگاه شیکاگو پیوست و در سال ۱۹۶۴ به درجه استاد تمامی رسید. در سال ۱۹۷۰ به دانشگاه کالیفرنیا، لس‌آنجلس رفت و تا هنگام مرگش در سال ۱۹۸۲ در آن دانشگاه ماند.
ساکورایی پس از فارغ‌التحصیلی از دانشگاه کرنل، مستقل از کسانی چون رابرت مارشاک، ای سی جورج سودارشان، ریچارد فاینمن و ماری گل-من، تئوری V-A اندرکنش‌های ضعیف را پیشنهاد داد. او در سال ۱۹۶۰ تلاش کرد که نیروهای قوی را بر مبنای پیمانه تغییرناپذیر غیرآبلی توضیح دهد.

## کتاب‌های درسی
ساکورایی علاوه بر انتشار مقاله، نویسنده چندین کتاب درسی شامل «اصول تغییرناپذیری و ذرات بنیادی» (۱۹۶۴) و «مکانیک کوانتمی پیشرفته» (۱۹۶۷) و «مکانیک کوانتمی مدرن» است که جلد سوم به دلیل مرگ ناگهانی‌اش در سال ۱۹۸۲ ناتمام ماند اما بعدها به کمک همسرش نوریکو ساکورایی و همکارش سان فو توآن کامل شد. این کتاب به دلیل آنکه هنوز به‌طور گسترده به عنوان کتاب درسی در مقطع تحصیلات تکمیلی استفاده می‌شود، از شهرت بیشتری برخوردار است.

## جایزهٔ ساکورایی
در سال ۱۹۸۴، خانواده و دوستان ساکورایی جایزه‌ای را به افتخار او برای فیزیکدانان تئوری بنا نهادند. هدف از این جایزه، آنطور که در سایت انجمن فیزیک آمریکا ذکر شده‌است، تشویق کارهای برجسته در حوزهٔ تئوری ذرات است. برندگان این جایزه، علاوه بر مبلغ ۱۰ هزار دلار، اجازهٔ سفر برای شرکت در مراسم و نیز گواهی‌نامه‌ای مبنی بر مشارکت‌شان در فیزیک ذرات دریافت می‌کنند.